# Palacio Blanco (Caracas)
El Palacio Blanco es un edificio localizado en el Municipio Libertador de Caracas, al frente del Palacio de Miraflores (Sede del gobierno venezolano) y el cuartel general de división Fernando Rodríguez del Toro, que alberga las oficinas y dependencias de la Casa militar y donde también se realizan actos de gobierno por parte del ejecutivo central venezolano.

## Historia
Fue construido en 1956, con el diseño del arquitecto Luis Malaussena, durante el gobierno del General Marcos Pérez Jiménez, e inaugurado el 2 de diciembre de ese mismo año. Está protegido como parte de las dependencias del gobierno nacional de Venezuela y como Monumento nacional de Venezuela, según consta en gaceta oficial 35.471 de 1994.